# Styggkärrets naturreservat
Styggkärrets naturreservat är ett naturreservat i Uppsala kommun i Uppsala län. Området är naturskyddat sedan 2000 och är 374 hektar stort. 
Reservatet består till stor del av svårframkomlig blockterräng bevuxen med barrskog samt våtmarker. Barrskogen överväger men i de västra och norra delarna växer ek, lind och hassel kring några glupar. Styggkärret är ett relativt orört område. Mer än 50 arter av nationellt hotade djur och växter har hittats i reservatet. Några fågelarter som observerats är tjäder, slaguggla och tretåig hackspett.
En stig som börjar vid parkeringen vid Hasseldalarna (se kartan) går runt myren Hökbopussen och några av gluparna.
En 600 m lång stig i sydöstra delen av reservatet går fram till myren Våtmon där en annan av Styggkärrets glupar finns. Vattnet från glupen sipprar genom marken till Vallmo Källa som avvattnas av en bäck.

## Naturtyper
| Kod  | Naturtyp              | Areal    |
| ---- | --------------------- | -------- |
| 7140 | Öppna mossar och kärr | 12,9 ha  |
| 9010 | Taiga                 | 178,7 ha |
| 9020 | Nordlig ädellövskog   | 0,8 ha   |
| 9050 | Näringsrik granskog   | 32,8 ha  |
| 9080 | Lövsumpskog           | 37,8 ha  |
| 91D0 | Skogbevuxen myr       | 5,7 ha   |

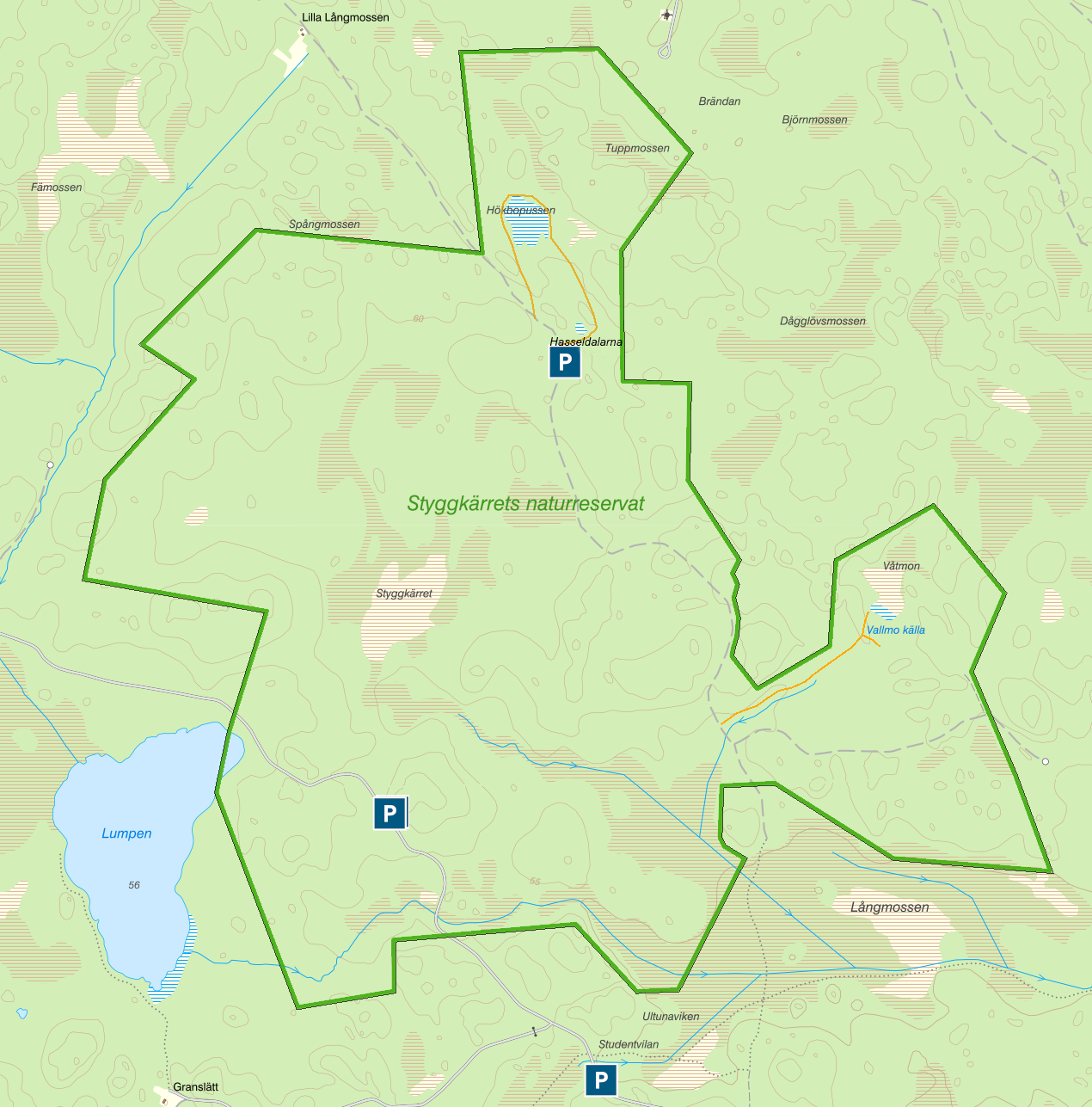
Reservatskarta över Styggkärret.
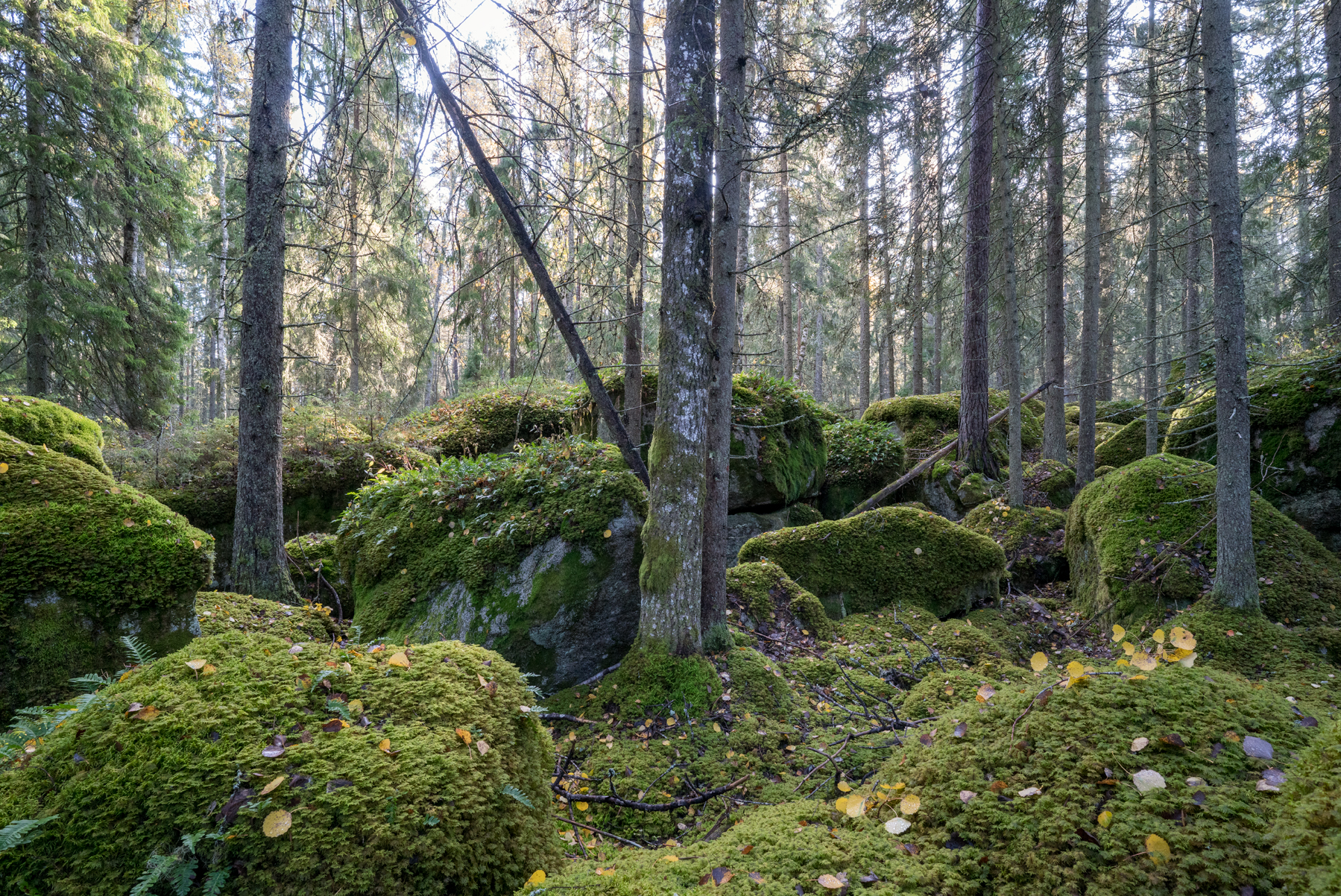
Blockmark med huvudsakligen barrskog.
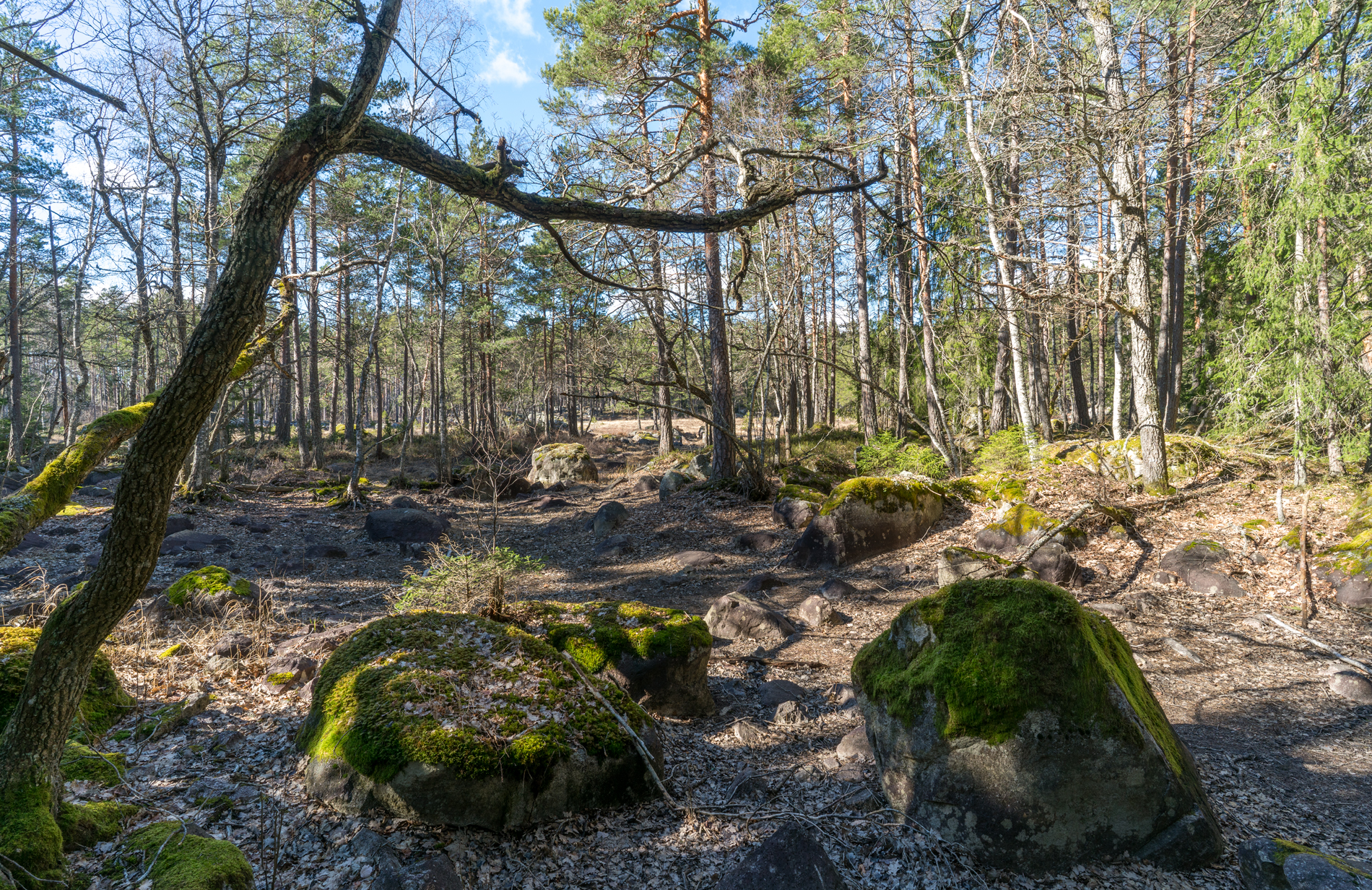
Torrlagd glup vid Hökbopussen.
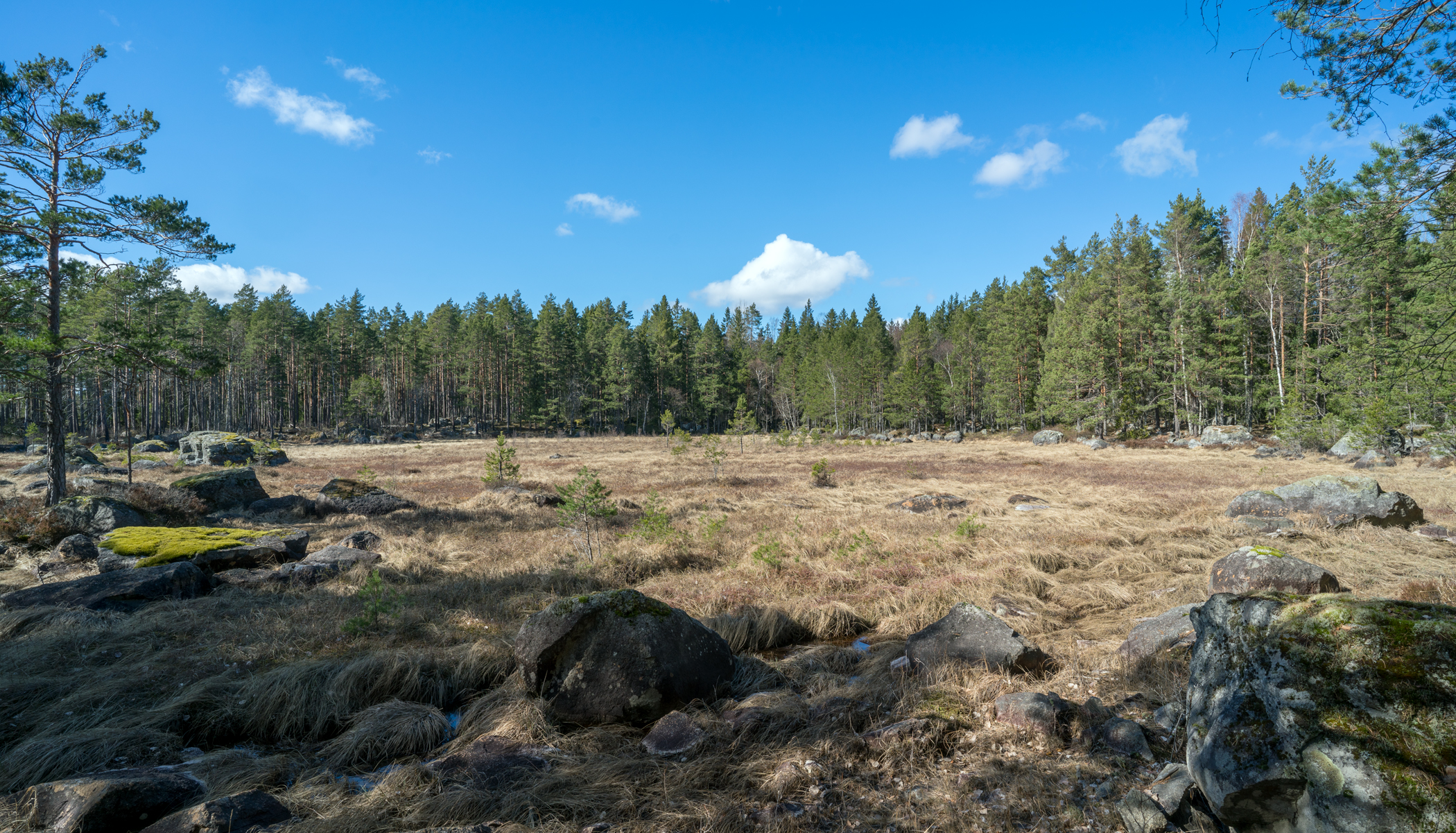
Myren Hökbopussen.
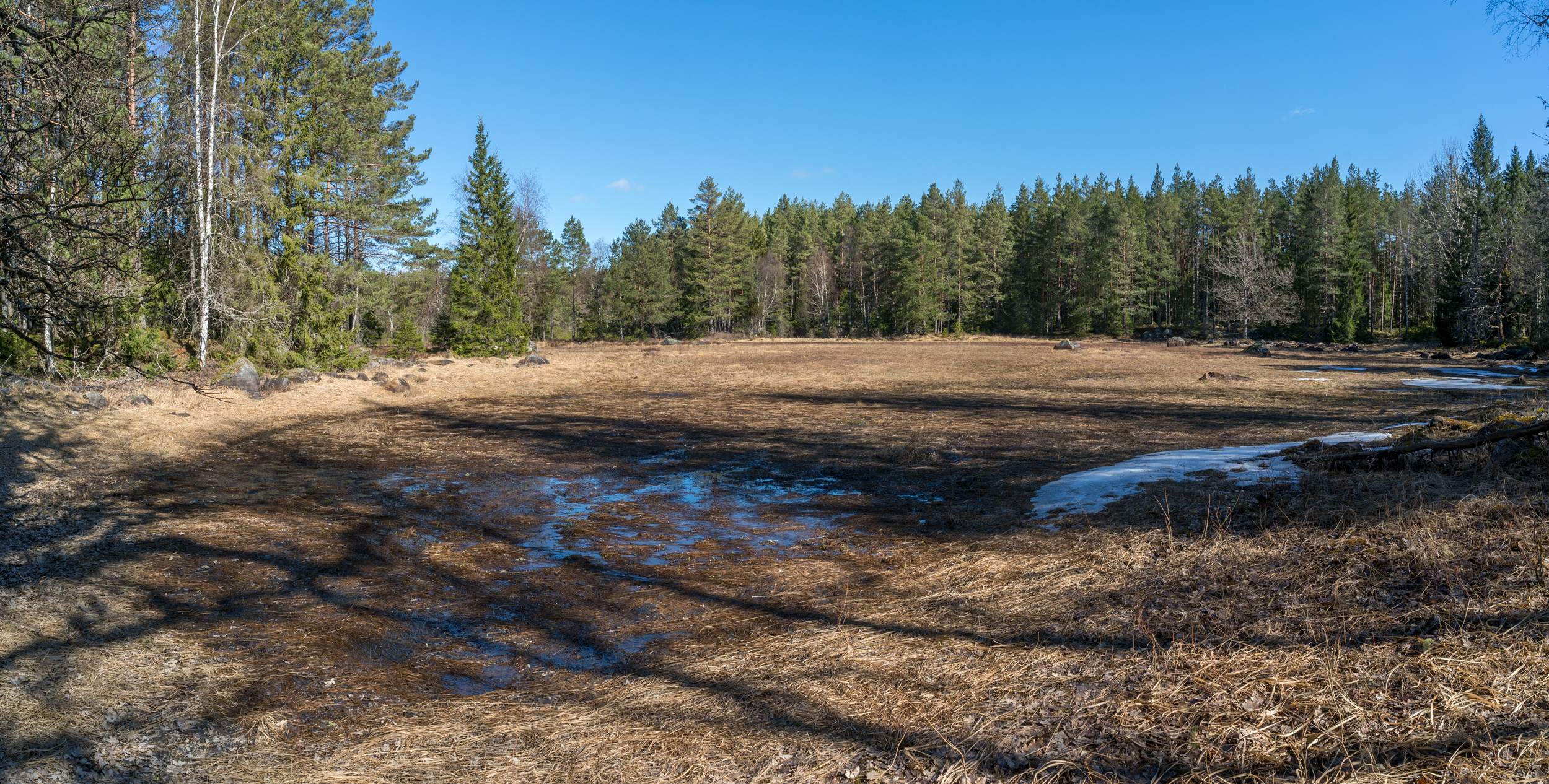
Våtmon - myr och glup.
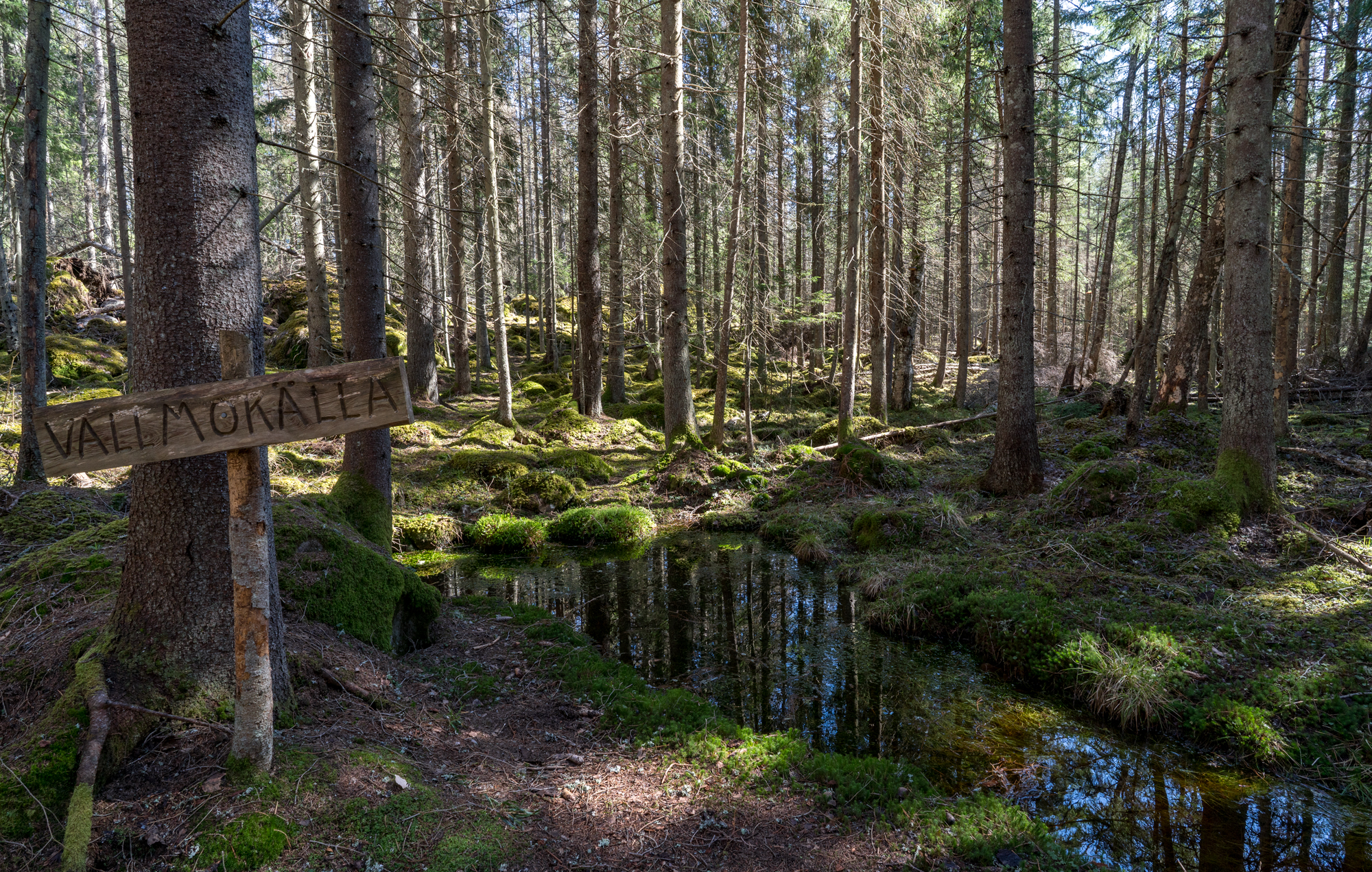
Vallmo Källa.

## Mossor och lavar

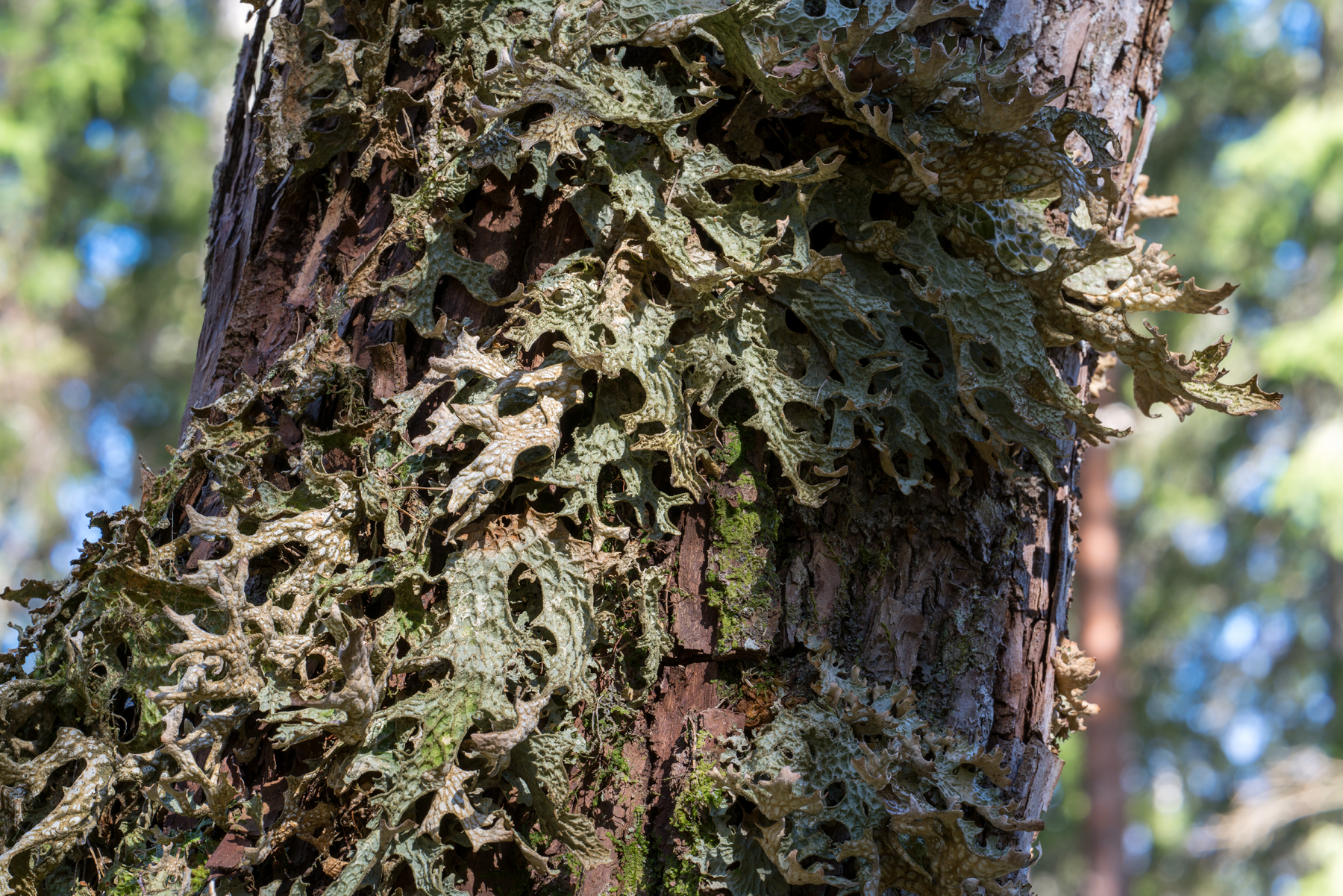
Lunglav på dött lövträd.
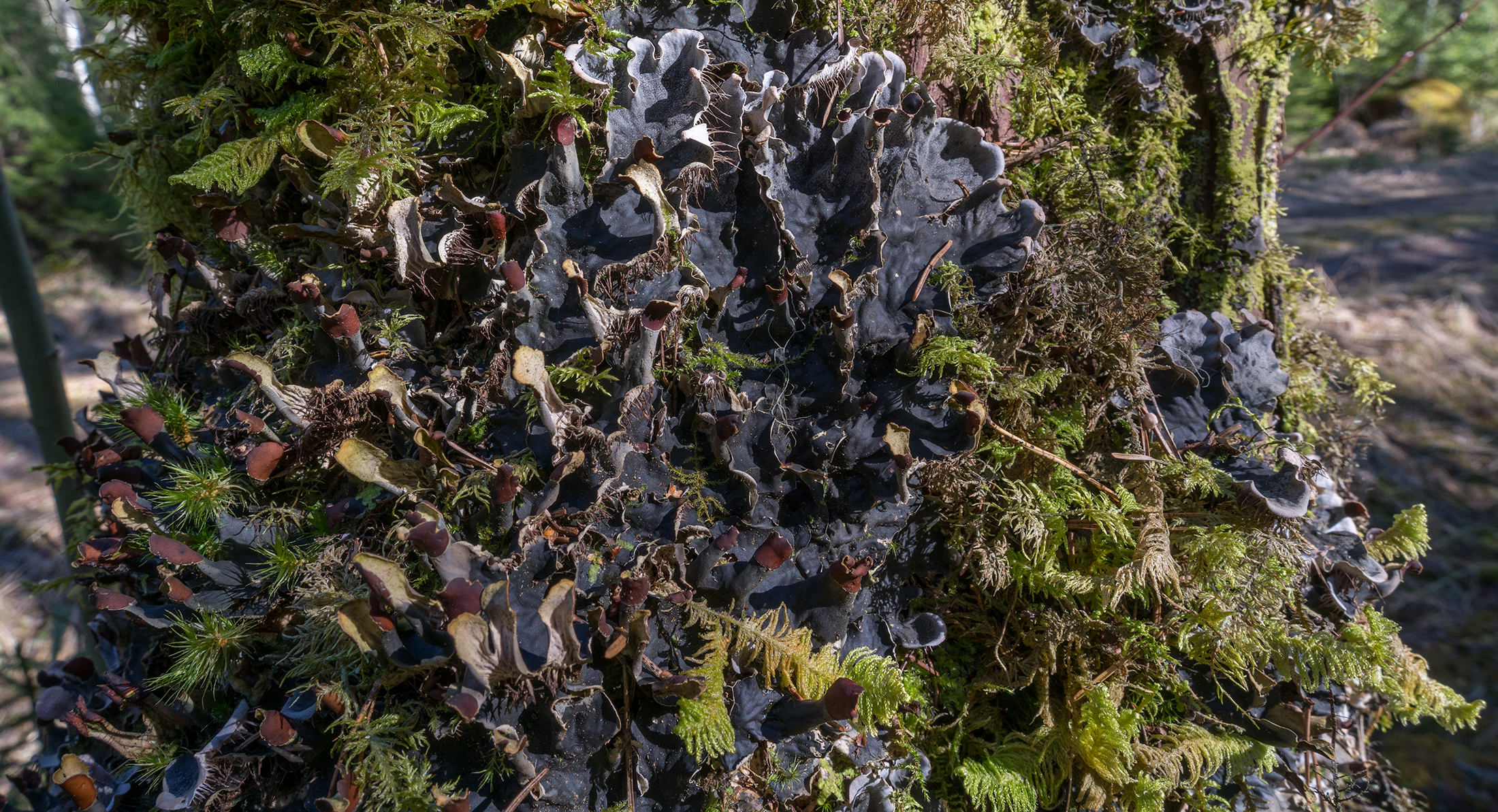
Tunn Filtlav.
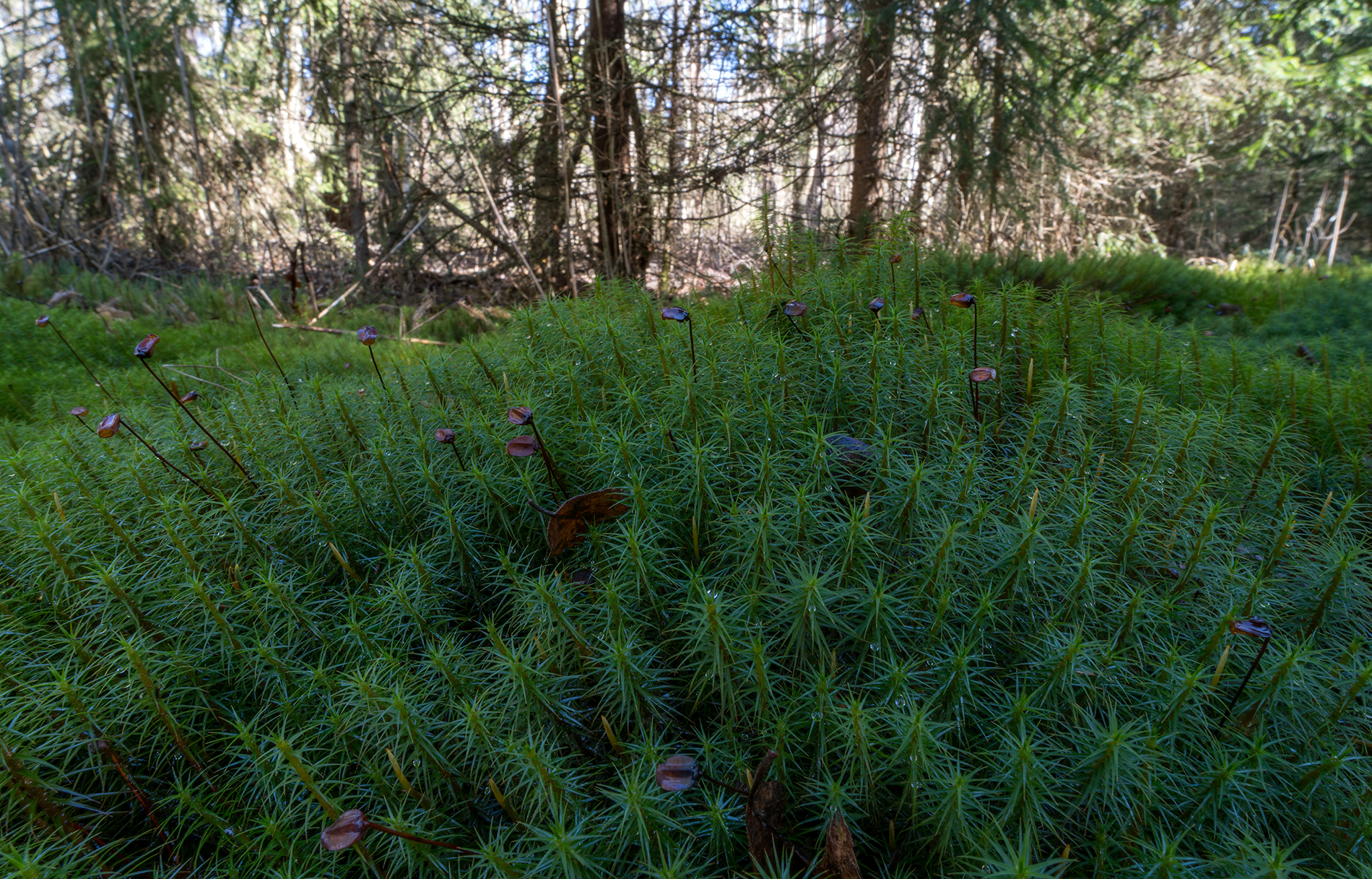
Björnmossa.
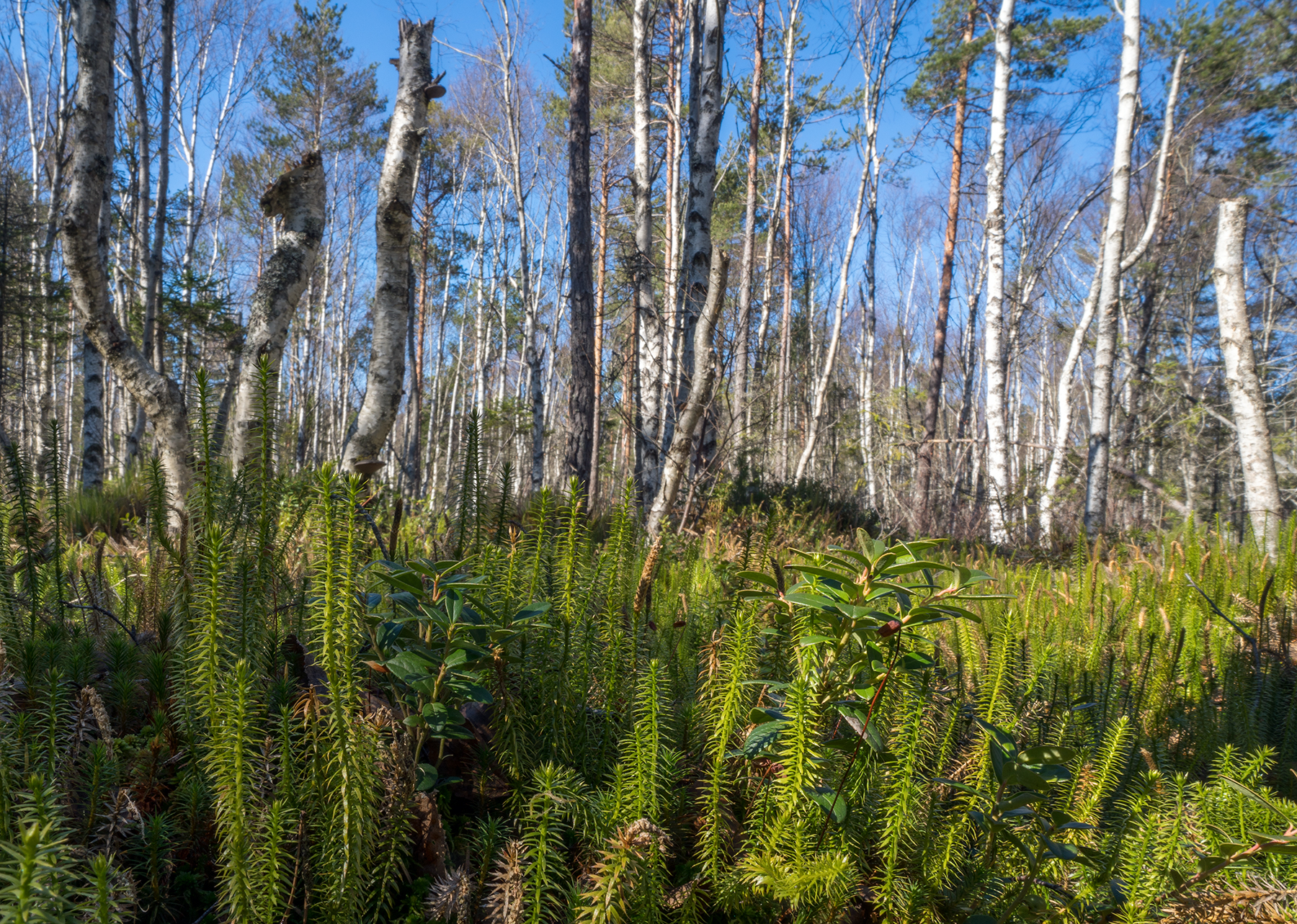
Revlummer.